# Schwabenpark
Schwabenpark is een attractiepark in Kaisersbach de Duitse deelstaat Baden-Württemberg. In het park is ook een dierentuin gevestigd. Het attractiepark heeft vier achtbanen.

## Attracties
Lijst is onvolledig
| - Hummel Brummel - Raupen Express (tot 2017: Crazy Worm) - Force One - Wilde Hilde - Kinderboomstamattractie - Boomstamattractie - Waterglijbaan - Tow boat ride (sprookjesrondvaart) - Indoorrondvaart (Azura) - Blacklight minigolf - Botsauto's - Flying Wheels (Märchenturm) - Monorail (Papageienbahn) - Draaiende shot-and-droptoren - Pull-uptoren (Hubertus) | - Reuzenrad - Rondrit: 1. Oldtimers 2. tractorbaan 3. paardenbaan 4. Kindertrucks - Schwaben Express - Radiografisch bestuurbare boten - Schommelschip - Lasertunnel - Bob kart - Carrousels: 1. Fliegender Holländer 2. Kettenkarussell (Zweefmolen) 3. Pferdekarussell - Kinderbotsauto's - Apenkooi - Roter Baron | - Papagaaienshow - Kinder-Zauberei - Kasperle-theater (poppenkast) |

### Dieren
Er zijn verschillende dieren in het park. Het bekendst zijn de chimpansees die in 1976 hun intrede deden in het park. Sinds 2017 wordt de chimpanseeshow niet meer gegeven.